# Mario (film)
Mario je švýcarský hraný film z roku 2018, který režíroval Marcel Gisler podle vlastního scénáře. Film popisuje intimní vztah mezi dvěma fotbalisty. Snímek měl světovou premiéru na filmovém festivalu v Solothurnu 27. ledna 2018.

## Děj
Mario sní s podporou svého ambiciózního otce o kariéře profesionálního fotbalisty. Hraje jako útočník v dorosteneckém oddíle BSC Young Boys a doufá, že postoupí do hlavního týmu bernského klubu. Jednoho dne se ale objeví nečekaný konkurent. Do oddílu nastoupí Leon, který se do Švýcarska přestěhoval z Hamburku. Oba soupeři se však navzájem sblíží poté, co se přestěhují do bytu pro hráče. Jejich vztah však nezůstane utajen a ostatní spoluhráči se jim vyhýbají. Mario se svými vnitřními pocity bojuje, aby nedošlo k ohrožení jeho kariéry. Popírá vztah k Leonovi a dokonce si jako alibi pořídí přítelkyni. Leon naopak okolní tlak nevydrží a jeho výkon začne stagnovat. Mario se díky svému sebezapření stane profesionálním fotbalistou a nakonec přestoupí do FC St. Pauli v Leonově rodném městě.

## Obsazení
| Max Hubacher        | Mario Lüthi           |
| Aaron Altaras       | Leon Saldo            |
| Jessy Moravec       | Jenny Odermatt        |
| Jürg Plüss          | Daniel Lüthi          |
| Doro Müggler        | Evelyn Lüthi          |
| Andreas Matti       | Peter Gehrling        |
| Scherwin Amini      | Claudio Lafranconi    |
| Fabrizio Borsani    | Luc Columbier         |
| Julian Koechlin     | Eric                  |
| Gabriel Noah Maurer | Simon Bucher          |
| Stallone Anderson   | Lukas Ammann          |
| Joris Gratwohl      | trenér Roger Maillard |
| Beat Marti          | vedoucí klubu Frei    |
| Matthias Neukirch   | Christian Zischler    |
| Annina Polivka      | Miri                  |
| Marin Blülle        | Chrigu                |

## Ocenění
- Švýcarská filmová cena: nejlepší herec v hlavní roli (Max Hubacher), nejlepší herečka ve vedlejší roli (Jessy Moravec), nominace v kategoriích nejlepší film a nejlepší scénář (Marcel Gisler, Thomas Hess)